# ضربات متبادلة
الضربات المتبادلة (بالإنجليزية: Rally)‏ (نقحرة: رالي) في رياضة التنس سلسلة الضربات والتسديدات ذهابًا وجيئة بين اللاعبَين في سعيهما للحصولِ على نقطة. تبدأُ الضربات المتبادلة من الإرسال ثمّ يردُّ خصمه الكرة وتستمرُّ سلسلة التبادل بين اللاعبيَن إلى حينِ تسجيل أحدهما لنقطة أو ارتكابِ أحدهما خطئًا ما. يلزمُ أن تكون سلسلة الضربات المتبادلة طويلة وألّا تنتهي في حدودِ تبادلاتٍ معدودةٍ حتى يُمكن تسميتها بذلك.